# Hrvatski pisci iz BiH, Š
- Šah, Knopfaro, Eugenija (Zagreb, 1861. – Bjelovar, 24. veljače 1928.). Pjesnikinja.
- Šarić, Ferdo (Mesihovina, Tomislav Grad, 1951.). Pjesnik.
- Šarić, Ivan (Travnik, 27. rujna 1871. – Madrid, 16. srpnja 1960.). Vrhbosanski nadbiskup, pjesnik i putopisac.
- Šarić, Ivica (Grabovica, Tomislav Grad, 1944.). Pripovjedač i novinar.
- Šarić, Tomislav (Uskoplje, 1967.). Pjesnik.
- Šego, Krešimir (Međugorje, 11. veljače 1950.). Pjesnik, esejist i književni kritičar.
- Šenda, Hrvoje Pero (Uskoplje, 28. lipnja 1945.). Pjesnik.
- Šestić, Anto (Derventa, 23. svibnja 1965.). Romanopisac i novinar.
- Šestić, Mirko (Dažnica kod Dervente, 26. srpnja 1862. - Dubica, 10. lipnja 1929.). Pisac.
- Šiljeg, Zdenka (Vašarovići, Ljubuški, 1964.). Pjesnikinja.
- Šimić, Antun Branko (Drinovci, Grude, 18. studenoga 1898. – Zagreb, 2. svibnja 1925.). Pjesnik, esejist, feljtonist.
- Šimić, Domagoj (Foča, Derventa, 22. prosinca 1909. – Livno, 1993.). Pisac.
- Šimić, Ilija (Donji Rahić, 1948.). Pjesnik i slikar.
- Šimić, Pejo (Foča, Derventa, 15. srpnja 1952.). Pjesnik.
- Šimić, Stanislav (Drinovci, Grude, 18. travnja 1904. – Zagreb, 7. srpnja 1960.). Književni kritičar, esejist, pjesnik i prevoditelj s njemačkoga i engleskoga jezika.
- Šimović, Dragan (Gabela, Čapljina, 14. lipnja 1964.). Pripovjedač i novinar.
- Šimunović, Pero (Sarajevo, 21. prosinca 1949.). Književni povjesničar i kritičar.
- Šipračić, Andrija (Dubočac, oko 1630. – poč. XVIII. st.). Ljetopisac.
- Škarica, Branko Strahimir (Varcar Vakuf – Mrkonjić Grad, 1. studenoga 1883. - ?). Pjesnik.
- Škarica, Matej (Mostar, 29. rujna 1981.). Novinar i pjesnik.
- Škurla, Ilijić, Verka (Dol kraj Staroga Grada na Hvaru, 23. studenoga 1891. – Split, 2. travnja 1971.). Pripovjedačica i dramska spisateljica.
- Šop, Nikola (Jajce, 19. kolovoza 1904. – Zagreb, 2. siječnja 1982.) Pjesnik, pripovjedač, esejist, dramski pisac, prevoditelj.
- Šprajcer, Zvonimir (Sarajevo, 26. kolovoza 1894. – ?). Pjesnik.
- Štambuk, Zdenko (Bijeljina, 12. svibnja 1912. – Beograd, 18. travnja 1976.). Pjesnik i putopisac.
- Šubašić, Mira (Bezdan, općina Sombor, Vojvodina, 13. siječnja 1953.). Pjesnikinja.
- Šubić, Anastazija (Beograd, 8. travnja 1933. – Sarajevo, 8. prosinca 1991.). Pripovjedačica, romanospisateljica, književna kritičarka, esejistica i dramska spisateljica.
- Šubić, Zvonimir (Srebrenica, 16. prosinca 1902. – Sarajevo, 29. veljače 1956.). Pripovjedač i romanopisac.
- Šunjić, Marijan (Bučići kod Travnika, 7. siječnja 1798. – Beč, 28. rujna 1860.). Pisac.
- Šunjić, Vjekoslav (Kreševo, 6. listopada 1917. –Kreševo, 2000.). Pjesnik.
- Šutalo, Ivo (Stolac, 13. srpnja 1964.). Pjesnik i pripovjedač.
- Šutalo, Stojan (Svitava, Čapljina, 18. ožujka 1929.). Pjesnik.